# Actio noxalis
Actio noxalis – w prawie rzymskim powództwo poszkodowanego przeciwko zwierzchnikowi familijnemu sprawcy deliktu lub właścicielowi niewolnika, jeżeli sprawcą był niewolnik.

## Charakterystyka powództwa
Powództwo miało charakter in personam – pozwanym mógł być tylko ten pod czyją władzą w danym momencie znajdował się sprawca (odpowiedzialność noksalna). Powództwo skierowane było na zapłacenie przez pozwanego odszkodowania oraz grzywny (actio mixta). Pozwany mógł się jednak uwolnić od odpowiedzialności wydając poszkodowanemu sprawcę deliktu w mancipium do czasu odpracowania szkody.
Za szczególny rodzaj actio noxalis uważa się actio doli.